# Synalpheus macromanus
Synalpheus macromanus är en kräftdjursart som beskrevs av John R. Edmondson 1925. Synalpheus macromanus ingår i släktet Synalpheus och familjen Alpheidae. Inga underarter finns listade i Catalogue of Life.